# Erycibe papuana
Erycibe papuana är en vindeväxtart som beskrevs av Herbert Fuller Wernham. Erycibe papuana ingår i släktet Erycibe och familjen vindeväxter. Inga underarter finns listade i Catalogue of Life.